# 吳文忻
吳文忻（1974年10月17日—），現改用藝名吳忻熹，1998年度香港小姐季軍。
吳文忻有大學學歷，曾任見習電腦營業員，1998年參加香港小姐，參賽編號6號。獲得季軍後加入娛樂圈，拍過電影，做過節目主持人，包括有線電視玄學節目「峰」生水起精讀班。

## 個人生涯
2006年12月，吳文忻應蕭定一的美容院邀請，接受100萬元酬勞，擔任首位整容港姐三甲人選。她在12月中飛往韓國首爾共停留9日，接受6項整容及整形手術，20日傍晚返港。
她進行的手術包括：
- 臀部及腰部溶脂手術
- 去斑療程
- 削骨勾鼻手術
- 注骨膠原豐唇
- 從手臂及大腿抽脂注入額頭
- 下巴、眉頂、下顎及眼角注射botox（肉毒桿菌）

2022年，吳文祈確診乳癌，一度治癒，但後來癌症復發至第三期，更擴散至淋巴腺，2025年更惡化至第四期，癌細胞轉到尾龍骨，現正接受治療。

## 家庭生活
2011年嫁給有「南丫島王子」之稱的陳劍陵，並育有長女芊彤及幼女施辰，分別於2014年7月12日及2017年1月25日出生，2025年6月27日吳文忻於社交媒體宣佈離婚。

## 演出作品

### 电视劇（無綫電視）
- 2004年：街市的童话 饰 王秋崎
- 2004年：功夫足球 饰 夏炎炎
- 2001年：勇探实录 饰 许思咏
- 2000年：京城教一 飾 譚雪

### 電視劇（ViuTV）
- 2020年：熟女強人 飾 鄭太

### 电影
- 跑馬地的月光（2000）
- 偷吻（2000）
- 刑（2000）
- 裳在我心間（2000）
- 情迷大話王（2001）
- 現代女性（2001）
- 終極強姦獸性誘惑（2001）
- 內有惡警（2001）
- 我愛夏日長（2002）
- 35米厘兇心人（2002）
- 百分百感覺 2003（2003）
- 新紮師姐之不安全地帶（2003）
- 新紮師姐（2003）
- 新紮師姐之百分百型警（2004） 飾 瑩
- 六壯士（2004）
- 飄移凶間（2005）
- 我亞媽發仔瘟（2005）
- 陰氣逼人（2005）
- 死心不息（2006）
- 失憶（2006）
- 一樓一鬼（2007）
- 一夜驚情（2007）
- 馬己仙峽道（2010）

### 香港電台電視部
- 2000年 性本善2000-阿蘭嫁阿瑞

### 主持
- 2007年：「峰」生水起精讀班（有線電視）
- 2008年：今日法庭（亞洲電視）

## 社會參與
於新冠肺炎中，香港確診人數日增，加上政府不願封關以控制疫情，市面出現大量人潮，甚至有市民爲了購買口罩通宵排隊。不過，有媒體報導，全港各區工商聯會將會捐贈一次性囗罩、手套、漂白水給湖北紅十字會，結果吳文忻在社交網站大罵政府，表達對通宵排隊長者及其他人的同情。

## 外部連結
- 香港小姐競選：吳文忻個人資料
- 吳文忻的Facebook專頁
- 吳文忻的Instagram帳戶

| 前任： 佘詩曼 | 香港小姐競選季軍 1998年 | 繼任： 胡杏兒 |